# Insurrezione lucana

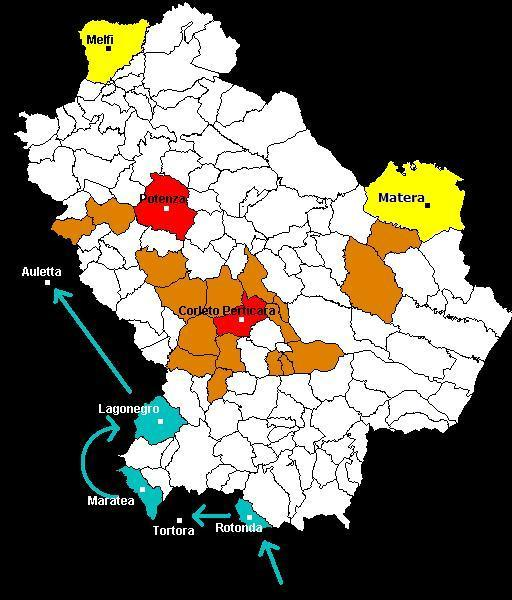
I comuni dell'insurrezione. In rosso quelli dove fu proclamata l'unità, in marrone quelli che fornirono uomini alle forze insurrezionali, in giallo dove si ebbero tentativi contro-insurrezionali, in azzurro i comuni toccati dal percorso di Garibaldi.

L'insurrezione lucana è una serie di episodi del Risorgimento avvenuti in Basilicata nel mese di agosto dell'anno 1860. In questo periodo la provincia fu la prima, della parte continentale del Regno delle Due Sicilie, a dichiarare decaduto il re Francesco II di Borbone e a proclamare la sua annessione al futuro Regno d'Italia.

## I preparativi
Un notevole impulso alla rinascita della rete associazionistica lucana dopo le repressioni post 1848 fu dato dalla «Grande società dell'unità italiana» che, come specificato nella sua Costituzione, era erede della Carboneria e della Giovine Italia, allo scopo di «liberare l’Italia dalla tirannide interna de’ principi e da ogni potenza straniera».
Nel 1854 si costituiva a Napoli un comitato composto da Luigi Dragone e Giuseppe Fanelli, affiancati da Giovanni Matina e Giacinto Albini; il direttivo Fanelli-Dragone aveva sede operativa nella casa della moglie di quest'ultimo ed operò, di fatto, nel biennio 1856-1857, lavorando attivamente per ricostruire una rete associazionistica tra Cilento, Basilicata e Terra d'Otranto, grazie all'azione di Giacinto Albini, che aveva organizzato vari “sub-comitati”, soprattutto ad Altamura e Bitonto, intavolando stretti legami con il Comitato provinciale di Bari, nelle persone di De Laurentis, Francesco Terranova, Candido Turco.
Albini, in Basilicata, aveva istituito un “sub-comitato” a Corleto Perticara, con la collaborazione di Domenico Ruggiero, padre Alessandro da Tricarico, Carmine Senise, Domenico Dipietro, Giuseppe Defranchi, i potentini Camillo Motta e Orazio Petruccelli, il laurenzanese Domenico Asselta.
La ramificazione del Comitato di Fanelli e Dragone sul territorio provinciale di Basilicata è evidenziata dal ritrovamento, da parte della polizia borbonica, di «carte sediziose» che avevano lo scopo di promuovere gli ideali mazziniani, in special modo una fitta corrispondenza tra Napoli e Giacinto Albini, nominato commissario promotore della provincia di Basilicata. Da queste lettere si evidenzia come, alla fine del 1856, la Basilicata fosse considerata dal Comitato di Napoli una delle province più pronte ad insorgere ed uno snodo fondamentale, data la sua caratteristica di “cerniera” tra province campane, pugliesi e calabresi.
Intanto, il Comitato di Napoli (rinominatosi, nell'aprile del 1860, «Comitato Napoletano della Società Nazionale Italiana») continuava ad insistere sul ruolo della Basilicata come motore dell’insurrezione "preventiva". La «Società Nazionale», facente capo a La Farina a Torino e ad Agostino Bertani a Genova, si unì ben presto al Comitato di Napoli, chiamato, infine, «Comitato dell’Ordine». La preparazione dell’insurrezione, accuratamente organizzata, confluì, infine, nel giugno del 1860, nella costituzione di un Comitato a Corleto Perticara, che corrispondeva direttamente col Comitato Centrale di Napoli, da una parte, e dall'altra con i centri della provincia. Il Comitato si strutturò immediatamente in modo ben preciso, con un direttivo di nove componenti e diversi delegati che avrebbero avuto il compito di girare nei comuni della provincia per organizzare i comitati locali e raccogliere fondi ed armi per marciare sul capoluogo, Potenza, in modo da costituire un governo provvisorio di appoggio ai volontari di Garibaldi, in modo da prevenire la raccolta dei militari borbonici nelle aree di passaggio verso Napoli.
Vennero, infatti, organizzati, partendo dal coordinamento centrale dell’intera provincia, 12 sottocentri, con importanti modifiche territoriali.
Corleto Perticara era il capoluogo del primo, comprendente 18 comuni, vale a dire che ai 14 originariamente previsti (Calvello, Laurenzana, Accettura, Stigliano, Cirigliano, Gorgoglione, Aliano, Missanello, Gallicchio, Guardia, Armento, Castelmezzano, Pietrapertosa) si aggiunsero Anzi, Trivigno, Brindisi di Montagna e Vaglio, "abbandonati" da Potenza.
L’area del Vulture-Melfese fu suddivisa tra Avigliano (intorno al quale gravitavano Ruoti, Rapone, Ruvo, Atella, Rionero, Barile, Rapolla, Ginestra, Ripacandida e Melfi) e Genzano (comprendente Maschito, Palazzo, Montemilone, Venosa, Lavello, Forenza e Banzi).
Nell’area nord-orientale della Basilicata, il sottocentro di Miglionico, che prima raggruppava 11 comuni, si ripartì in due sub-centri minori, ossia Miglionico - con Matera, Montescaglioso, Pomarico, Grottole - e il sottocentro di Ferrandina, costituito da Pisticci, Bernalda, Montalbano, Craco, Salandra. Tricarico era il centro intorno al quale gravitavano i comuni di Montepeloso, Grassano, San Mauro Forte, Oliveto, Garaguso, Calciano, Albano, Campomaggiore, Tolve e San Chirico Nuovo.
Per quanto riguarda il sud della provincia, l’alta Val d’Agri gravitava su Tramutola, a capo del sottocentro comprendente Sant'Angelo Le Fratte, Pietrafesa, Sasso, Brienza, Marsico Nuovo, Marsicovetere, Viggiano, Saponara, Sarconi, Moliterno, Spinoso e Montemurro. Rotonda era a capo di un sottocentro comprendente Lagonegro, Rivello, Nemoli, Trecchina, Maratea, Lauria, Castelluccio Superiore e Inferiore, Viggianello e San Severino Lucano, dunque controllando l’area strategica a cavaliere del Pollino e verso il Cilento. Il sottocentro di Castelsaraceno si trovava ad essere cerniera verso la Val Sarmento e il Serrapotamo, comprendendo Latronico, Episcopia, Carbone, San Chirico Raparo, San Martino d'Agri e Calvera, mentre l’area del Senisese era organizzata in un sottocentro piuttosto ampio, comprendente, oltre Senise, Chiaromonte, Teana, Fardella, Noepoli, San Giorgio, Terranova, Cersosimo, Casalnuovo, Rotondella, Tursi, Favale, Colobraro, Sant'Arcangelo, Castronuovo, Roccanova, Francavilla e Bollita. In tal modo, questi tre sottocentri si intrecciavano territorialmente, in modo da controllare l’area più strategica della provincia, in diretta comunicazione con il passo cruciale della Calabria cosentina.
Il sottocentro di Potenza (con Pignola, Abriola, Cancellara, Oppido, Acerenza, Pietragalla, Picerno, Tito e Vietri) restava autonomo, vale a dire che, mentre era in corrispondenza col Comitato lucano risiedente in Corleto, nel tempo stesso corrispondeva direttamente col Comitato Centrale di Napoli.
A parte, in un secondo momento, venne istituito il sottocentro strategico di Bella, che avrebbe assicurato il controllo sul Marmo e sul cruciale passo delle Crocelle: esso comprendeva Muro, Castelgrande, Baragiano, Pescopagano, Balvano, San Fele.
Nel frattempo a Matera tra il 7 e l'8 agosto avvenne un episodio contro-insurrezionale, precursore del brigantaggio postunitario, l'eccidio Gattini. L'evento maturò durante la preparazione all'insurrezione della Basilicata, che non aveva affatto persuaso i contadini materani. I notabili, naturalmente, come nel resto del Mezzogiorno, erano già pronti al cambiamento, per conservare i propri privilegi e magari accrescerli.

## L'avvio dell'insurrezione
Il 10 agosto 1860 da Napoli fu inviato il seguente telegramma:
(fonte)
In questo contesto in piena evoluzione, Giacinto Albini, insieme a Camillo Boldoni e Nicola Mignogna si riunirono a Corleto Perticara, la sera del 13 agosto, per organizzare l'insurrezione della provincia. Al colonnello Boldoni fu dato il comando delle azioni militari, così come stabilito da un telegramma pervenuto dal comitato di Napoli del 10 agosto precedente; i poteri civili furono invece avocati dall'Albini e da Mignogna.
Il 14 agosto furono inviati messi agli altri comitati basilicatesi, ed anche nel Barese, Cosentino e nel Cilento, per diffondere le notizie e l'intenzione di marciare su Potenza. Il Boldoni informò il comitato centrale napoletano delle sue intenzioni con il seguente telegramma:
()
Il giorno 16 agosto nella cittadina di Corleto Perticara, alle cinque del pomeriggio, Albini e i suoi uomini proclamarono ufficialmente l'Unità d'Italia, in una manifestazione popolare e religiosa tenuta in piazza Del Fosso, poi ridenominata piazza del Plebiscito.
Furono deposti gli stemmi e le insegne borboniche, e al loro posto innalzati immagini di Vittorio Emanuele II re d'Italia e bandiere del regno sabaudo. La cerimonia fu accompagnata da musiche, sfilate militari e fuochi d'artificio.
Michele Lacava, presente all'evento, lo descrisse così:
Due degni sacerdoti, Salvatore Guerrieri, e Biagio Martino, ambo ora morti, uno nella chiesa parrocchiale, ricorrendo la festività di S. Rocco da Montpellier, primissima nel paese di Corleto; e l'altro appena dopo la proclamazione del governo Nazionale nella Gersa, predicarono al popolo: il primo mostrando il risorgimento del popolo latino e l'alleanza dell'Italia colla Francia, e come fosse precetto dell'Evangelo accogliere il governo Nazionale, e abbandonare l'infausto governo dei Re spergiuri: era volere di Dio farsi l'Italia una, libera ed indipendente. Il secondo bandi al popolo la rivoluzione avvenuta, il servaggio distrutto, e la libertà acquistata; fu felice il paragone tra Cristo Redentore del genere umano, e Garibaldi redentore dell'oppresso popolo Italiano.»
(Michele Lacava, Cronistoria documentata della rivoluzione in Basilicata del 1860 e delle cospirazioni che la precedettero, Napoli, 1895)

Nella serata dello stesso giorno, giunsero nella cittadina i drappelli dei comitati insurrezionali dei paesi vicini: da Pietrapertosa giunsero 45 armati agli ordini di F. Saverio Garaguso; da Aliano arrivarono 14 uomini comandati da Giambattista Leo; da Ferrandina una colonna, di numero imprecisato, comandata da Carmine Sivilla e Giacomo Leonardis; da Miglionico un drappello comandato da Giambattista Matera; da Missanello giunsero gli uomini capitanati da Rocco de Petrocellis; da Gallicchio arrivarono 82 uomini comandati da Giambattista Robilotta; da Gorgoglione e Cirigliano furono riuniti gli uomini della colonna di Giuseppe Bruno; da Montemurro gli uomini di Pietro Bonari; da Spinoso quelli di Nicola Albini. Il comitato di Corleto fornì armi, vettovaglie e munizioni, raccolti anche 4.000 ducati.

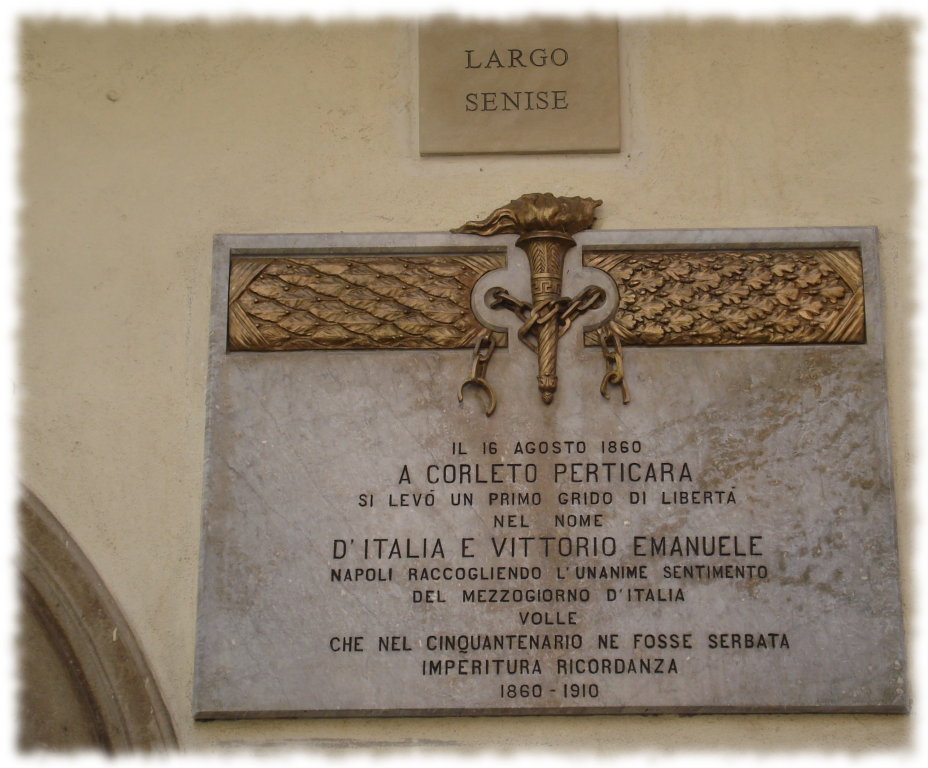
Epigrafe in memoria di Carmine e Tommaso Senise a Napoli.

Il giorno seguente, nella cittadina di Rionero in Vulture, il sindaco Giuseppe Michele Giannattasio scese in piazza con il quadro di Garibaldi tra le mani e urlando «Viva Garibaldi!». Successivamente, insieme con Emanuele Brienza, Canlo Musio, Nicola Mennella, Achille D'Andrea, Achille Pierro, Francesco Pennella e Costantino Vitelli, marciò alla testa di un drappello di 54 uomini alla volta di Potenza.
All'alba del 18 agosto gli uomini riuniti a Corleto, circa 500, partirono verso Potenza. Dopo una sosta nella cittadina di Laurenzana, furono raccolti altri uomini, con a capo Basilio Asselta; mentre da Accettura provenivano gli uomini di Leonardo Belmonte; giunti ad Anzi, oltre agli uomini della stessa città comandati da Francesco Pomarici, si unirono al contingente insorti provenienti da Viggiano, comandati da Luigi Marrano; Tramutola, comandati da Carlo Caputo; Saponara, comandati da Camillo Schiavone; Calvello, comandati dal signor Guerrieri; Pietrafesa (l'odierna Satriano di Lucania), comandati da Vincenzo Arnone; Vietri di Potenza e Picerno, comandati da Nicola Capece.
Al comando di Boldoni erano quindi 800 uomini.

### 18 agosto 1860
Già durante la notte del 17 agosto, le truppe insurrezionali, giunte da Melfi e da Genzano di Lucania, erano alle porte di Potenza.
Il 18 agosto, a mezzogiorno, avvistati i primi due drappelli insurrezionali, le truppe borboniche - circa 400 soldati comandati dal capitano Salvatore Castagna - rientrarono precipitosamente in città da sud, concentrandosi in piazza del Sedile, sede del Comune e delle milizie cittadine e unico spazio disponibile all'adunanza, dato che la centrale piazza dell’Intendenza era occupata dalle baracche ivi installate dopo il terremoto del 1857.
Il contrasto con la popolazione, accorsa ad osservare l’entrata della guarnigione, era inevitabile e, secondo i cronisti, voluto dal capitano Castagna per soffocare sul nascere qualsiasi movimento popolare:

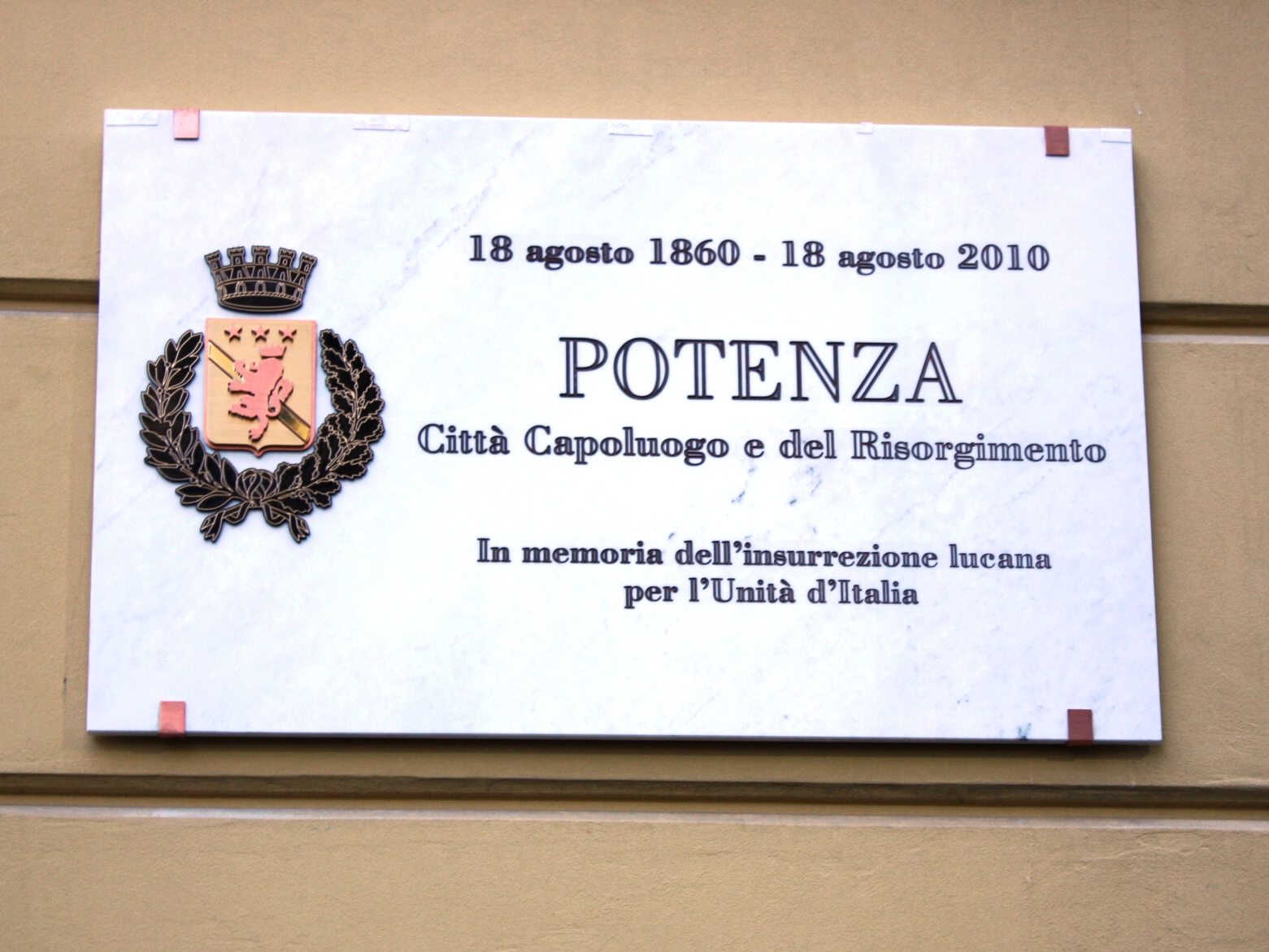
Targa commemorativa a Potenza.

I Gendarmi violentarono la casetta di un povero contadino e mettevano a morte quella famiglia composta de’ genitori ed un figlio.»
(«Il Paese», II (23 agosto 1860), n. 19, p. 1.)
La reazione, guidata da Domenico Asselta, che, tra l’altro, rimase lievemente ferito, fu, dunque, violenta e sanguinosa, svolgendosi tra le strade e i vicoli del centro, con l’inevitabile coinvolgimento della popolazione. Morirono in quattro (Giovanni e Gaetano Crisci, i contadini attaccati dalla Gendameria; Luigi Guerreggiante; Giosuè Romaniello) e molti feriti si registrarono durante la ritirata. La guarnigione, ritiratasi a sera lungo l’uscita meridionale di Potenza, dalla parte del torrente Gallitello e verso la piana di Tito, lasciava Potenza in mano agli insorti, giunti dalla via di Rifreddo (presso Pignola).

## Il governo prodittatoriale
Data l’idea di dittatura instaurata da Garibaldi in Sicilia, la stessa forma di governo fu adottata in Basilicata.
L’editto di formazione del governo prodittatoriale fu il seguente:
()
Il 19 agosto si costituiva a Potenza il Governo Prodittatoriale, composto da Nicola Mignogna e da Giacinto Albini che, in qualità prodittatori del generale Garibaldi, prendevano “possesso” della provincia nel nome di Vittorio Emanuele II, installandosi nel palazzo Ciccotti. A comporre quel Governo vennero chiamati, come segretari, Gaetano Cascini, Rocco Brienza, Giambattista Matera, Nicola Maria Magaldi e Pietro Lacava, uomo di fiducia, quest’ultimo, di Giacinto Albini ed esponente del Comitato dell’Ordine. Venne confermato Camillo Boldoni al comando delle forze insurrezionali e mantenuti nei loro posti i funzionari borbonici che avessero aderito al governo prodittatoriale e, nel contempo, furono costituiti vari Comitati e Commissioni cui erano chiamati a far parte, prevalentemente, esponenti della corrente moderata affiancati da uomini che, fedeli al Borbone, avevano soltanto all'ultimo momento aderito al movimento insurrezionale.
Non potendo estromettere dal comando della Guardia Nazionale del capoluogo Emilio Petruccelli, esponente della corrente democratica, reduce dai ferri e distintosi nei fatti del 18 agosto, il nuovo governo ne limitava i poteri e l’autorità affiancandogli un Comitato di Sicurezza Pubblica costituito da elementi moderati appartenenti alla ricca borghesia del capoluogo.
Fu, inoltre, istituita una Giunta Centrale di Amministrazione, composta da 7 direttori e presieduta da Francesco Antonio Casale. Direttore della Guerra (I Ufficio) era Francesco Lovito; Direttore delle Finanze, dazi, poste e procacci (II Ufficio): Ercole Ginistrelli; Direttore della Sicurezza e dei lavori pubblici, carceri, statistica (III Ufficio): Saverio de Bonis; Direttore dell’Amministrazione provinciale e municipale-affari demaniali (IV Ufficio): Giacomo Racioppi; Direttore dell’Istruzione, agricoltura, industria, commercio foreste, salute pubblica (V ufficio): Nicola Alianelli; Direttore della Giustizia (VI Ufficio): Angelo Spera; Direttore degli Affari Ecclesiastici e Beneficenze (VII Ufficio): l’arciprete Gerardo Lapenna.
Nella stessa giornata del 19 agosto, le prime azioni del Governo, relativamente all'organizzazione difensiva, riguardarono la messa in sicurezza di Potenza, sicché vennero istituiti un Comitato di sicurezza pubblica, una Commissione di ingegneri incaricati di barricare la città e l’immediata organizzazione delle milizie.
Contemporaneamente ai primi decreti della Prodittatura si avviò un produttivo progetto ad ampio raggio che si faceva portavoce del governo: il «Corriere Lucano. Giornale Ufiziale dell’Insurrezione», che, pubblicato a partire dal 23 agosto, nei giorni di martedì, giovedì e sabato, era composto da un editoriale, dagli atti e proclami del governo e dalle iniziative in campo militare ed economico. Presentandosi come organo ufficiale della Prodittatura, aveva la sua sede in palazzo Ciccotti, la sede del duumvirato Albini-Mignogna; dalle sue colonne sosteneva l’insurrezione con editoriali che, secondo le indicazioni governative, non recavano alcuna firma.
Intanto, un decreto del 27 agosto stabiliva che:
()
La forma di governo assunta dalla Prodittatura univa alla sua provvisorietà una quasi insperabile efficacia. Albini voleva con questa formula arginare le possibili insurrezioni popolari che avrebbero sicuramente minato la stabilità del neonato esperimento amministrativo. Solidi collaboratori furono lo storico Giacomo Racioppi e il giurista Nicola Alianelli, sulle cui capacità si contava per la fondamentale coordinazione degli organi di governo. Se, comunque, il Governo lucano si adoperava al meglio per mantenere la provincia sotto controllo, sull'annosa questione della terra, che aveva animato il popolo a non opporsi all'insurrezione, assunse una posizione di immobilismo. Un decreto del 29 agosto stabiliva, infatti, che:
()
Furono approvati provvedimenti per l'istruzione e per le infrastruttureː infatti, dopo aver stabilito, il 31 agosto, la revoca dell'affidamento ai Gesuiti del collegio di Potenza, si stabilì che sarebbero state aggiunte al collegio le scuole agricole e tecniche e ancora il Governo Provvisorio fu desideroso di decretare la costruzione di una ferrovia di collegamento dal Tirreno allo Ionio:

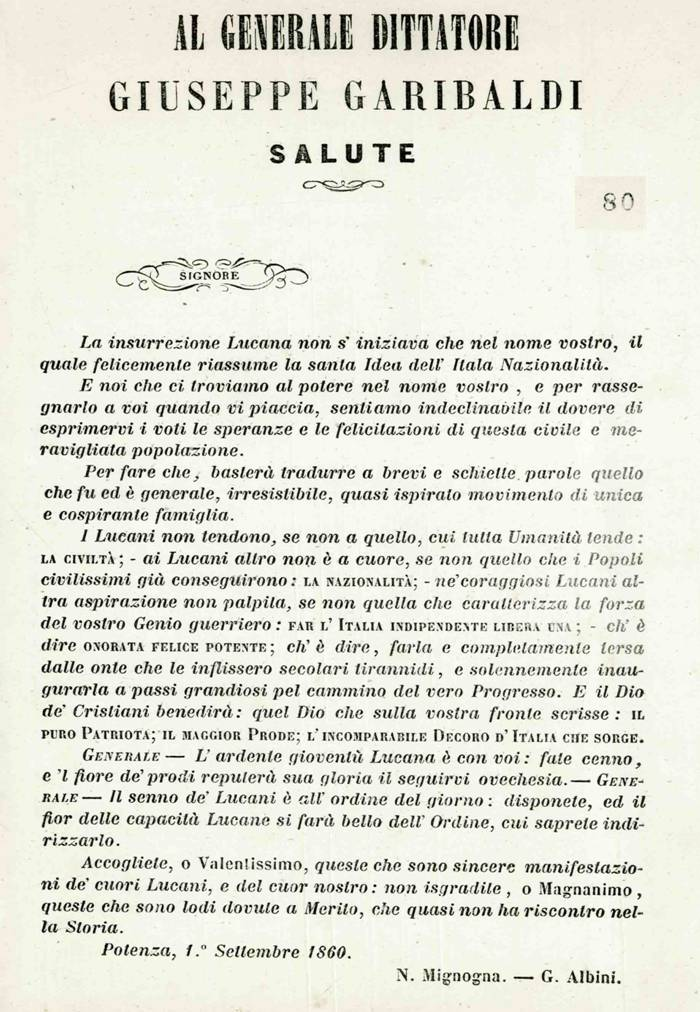
Manifesto del governo provvisorio a Garibaldi.

()
Il 2 settembre Giuseppe Garibaldi entrò in territorio basilicatese, a Rotonda. Il giorno seguente attraversò in barca la costa di Maratea, e presso Lagonegro, in località Fortino, raccolse i volontari lucani che lo seguirono fino alla Battaglia del Volturno. Garibaldi avrebbe scelto di affidare, il 6 settembre ad Auletta, il governo provvisorio a Giacinto Albini poiché questi era tra i pochi insorti liberali a non aver mai servito il governo borbonico. Sta di fatto che, nelle testimonianze documentali pervenute, il generale elogiò più volte l'iniziativa lucanaː ad esempio, nel «Corriere Lucano» del 18 settembre, si riporta un aneddoto, in cui Garibaldi, ricevuto a Napoli il comandante della «Brigata Lucana» Ascanio Branca, si espresse nei confronti dei militi basilicatesi:
()
Il 10 settembre il Governo Prodittatoriale della Basilicata si sciolse e la provincia passò agli ordini di Garibaldi dittatore di Napoli. Risale, infatti, al 10 settembre l’ultimo atto del Governo Prodittatorialeː
()

## L'insurrezione nella storiografia
Il punto di vista marxista sul Risorgimento basilicatese tende a sottolineare alcuni aspetti dell'insurrezione della Basilicata, sminuendone il carattere popolare e rivoluzionario: in effetti, lo storico potentino Tommaso Pedio ritiene come tra le forze dirigenti degli insorti della Basilicata regnasse un clima di immobilismo sulla questione delle terre demaniali, che erano state la leva di pressione sulla popolazione lucana.
Il giornale ufficiale dell'insurrezione, il Corriere Lucano, scriveva, infatti:
(Corriere Lucano del 4 settembre 1860.)
Pedio, su questa base, pone l'accento su come la stessa insurrezione fosse stata portata avanti proprio dalla classe sociale dei latifondisti, che nulla avevano a guadagnare dalla lottizzazione dei beni demaniali. In un documento dell'epoca, infatti, il prodittatore Giacinto Albini, a tale proposito scriveva:
(Giacinto Albini, relazione del 6 ottobre 1860.)
Lo stesso Pedio ha poi fatto notare come la storiografia tradizionale tendesse, invece, ad enfatizzare i sostenitori dell'insurrezione, dipingendoli come strenui oppositori del caduto governo borbonico, anche se, in realtà, molti di essi avevano precedentemente servito. Secondo lo storico potentino, invece, essi avrebbero appoggiato il movimento liberale di Albini per mantenere, anche con il nuovo governo, lo status quo precedente.
Oggi, invece, l'insurrezione basilicatese viene riconsiderata nel contesto più generale degli anni 1848-1859, come significativa risultante di un’accurata pianificazione d’ambito nazionale e meridionale, attuata con l’obiettivo di imprimere un’accelerazione, sia pure in chiave moderata, al processo unitario, in modo tale da poterlo far percepire, proprio secondo gli indirizzi del Cavour, come «atto spontaneo» delle popolazioni meridionali, dunque non casualmente prima dello sbarco di Garibaldi in Calabria.
Eppure, a livello più generale, travolti dall'iniziativa politica di parte siciliana, incapaci di organizzare un moto di popolo a sostegno di Garibaldi, i liberali meridionali avrebbero visto franare il loro tradizionale predominio a livello locale; e proprio l’incapacità di mantenere sotto controllo tale situazione che riprese vigore i conflitti all'interno della provincia meridionale spinse a reclamare l’immediata uniformazione del Mezzogiorno al quadro politico-amministrativo del Piemonte.
Da qui una contraddizione che avrebbe pesato in modo determinante sugli sviluppi dell’Italia unita, perché la ricerca di un punto d’incontro ideologico tra gruppi dalla cultura politica differente avrebbe presto portato ad accentuare la riflessione sul primato dello Stato, col risultato di impedire la liberazione del dibattito politico dalle secche in cui lo aveva trascinato il fallimento del 1848.
L’insurrezione, dunque, va pienamente inserita nel suo contesto storico, in quanto risultante di un’accurata pianificazione di ambito nazionale e meridionale (specie del notabilato democratico e clientelare), ma di fatto realizzata anche dalla borghesia terriera con l’obiettivo di ottenere, certamente, posti di rilievo nel futuro Stato unitario e, da parte del popolo, di risolvere finalmente la questione demaniale.